# Batalla de Guam (1944)
La segunda batalla de Guam fue una batalla de la Guerra del Pacífico de la Segunda Guerra Mundial librada entre las tropas de los Estados Unidos y del Imperio japonés. La batalla se libró en la isla de Guam, en el océano Pacífico, entre el 21 de julio y el 10 de agosto de 1944. La batalla terminó con la victoria estadounidense, que convirtió a Guam en una base para posteriores acciones militares.

## Contexto histórico y geográfico
Guam es la más grande de las islas Marianas, con 48 kilómetros de largo y 14 de ancho. La isla, que había estado bajo dominio estadounidense desde la Guerra hispano-estadounidense de 1898, fue ocupada por los japoneses el 11 de diciembre de 1941, tras el ataque a Pearl Harbor. Aunque la isla no estaba tan bien defendida como las otras Marianas como Saipán, que estaban bajo posesión japonesa desde el final de la Primera Guerra Mundial, en 1944 la isla contaba con una importante presencia militar.
El plan aliado para la invasión de las Marianas consistía en un fuerte bombardeo preliminar, primero a través de portaaviones y aviones con base en las islas Marshall en el este, para, una vez lograda la superioridad aérea, efectuar bombardeos con acorazados. Guam fue elegida como objetivo debido a su gran tamaño, ya que este la hacía apropiada para servir de punto de apoyo en la siguiente etapa de operaciones militares hacia las Filipinas, Taiwán y las islas Ryukyu; la bahía de aguas profundas en Apra era indicada para los barcos más grandes; y los dos campos aéreos serían idóneos para los bombarderos B-29 Superfortress.
La invasión de Saipán fue programada para el 15 de junio de 1944, y debía consistir en desembarcos en Guam, preparados para el 18 de ese mes. El programa original era optimista. La tenaz resistencia de la guarnición japonesa de Saipán, y un gran ataque de portaaviones japoneses (llamado Operación A-Go) que se resolvió con la batalla del Mar de Filipinas, hizo que la invasión de Guam fuera pospuesta por un mes.

## La batalla

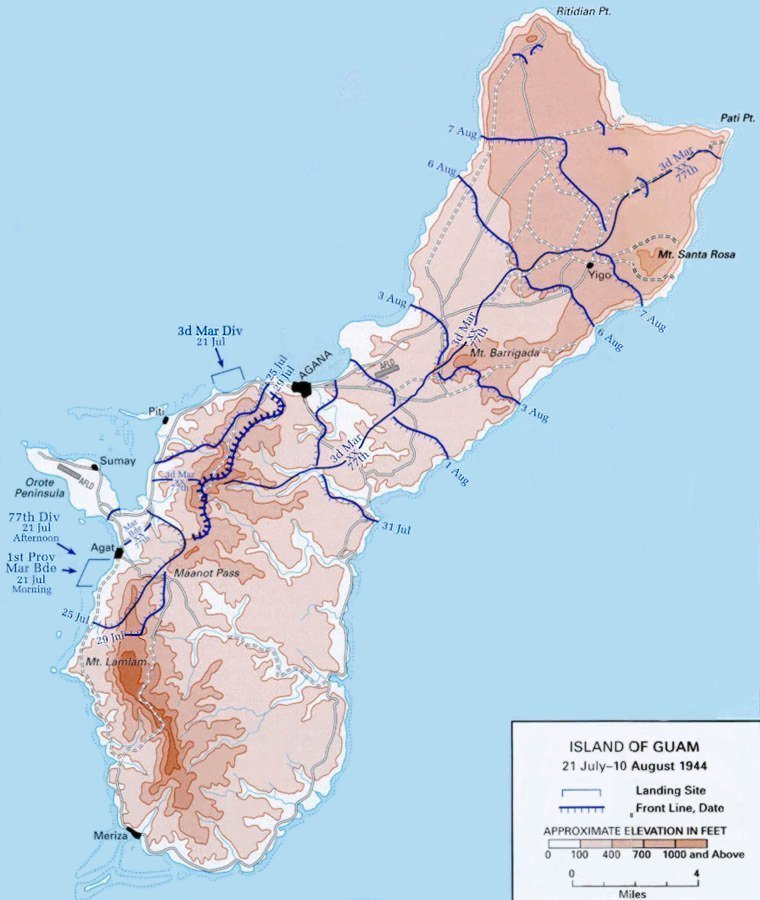
Mapa de la campaña de Guam.

Guam, rodeado por arrecifes, acantilados y fuerte oleaje, presenta serias dificultades para una invasión. El 21 de julio, los estadounidenses desembarcaron en ambos lados de la península de Orote, situada al oeste de Guam, con el objetivo de cortar el campo aéreo. La 3.ª División de Marines desembarcó en Asan, cerca de Agaña, al norte de Orote, a las 08:28, mientras que la 1.ª Brigada Provisional de Marines desembarcó cerca de Agat, al sur. La artillería japonesa hundió 20 AMTRACs, pero a las 09:00, los tanques lograron tomar tierra en ambas playas. La 77.ª División de Infantería tuvo un desembarco más difícil. Careciendo de vehículos anfibios, tuvo que llegar a tierra vadeando por el borde del arrecife, lugar donde fueron dejados por su barcaza de desembarco.
Al anochecer del 21 de julio, los estadounidenses establecieron cabezas de playa de casi 2 km de profundidad. Los japoneses contraatacaron a lo largo de los primeros días de la batalla, en su mayoría durante la noche, usando tácticas de infiltración. Varias veces penetraron las defensas estadounidenses y fueron obligados a retroceder con fuertes pérdidas de hombres y equipo. El teniente general Takeshi Takashima fue muerto el 28 de julio y el teniente general Hideyoshi Obata pasó a tomar el mando de los defensores.
La llegada de refuerzos y provisiones se presentó muy complicado para los estadounidenses los primeros días de la batalla. Los barcos de desembarco no podían llegar más allá del arrecife, a varios cientos de metros de la playa, y los vehículos anfibios eran escasos. Sin embargo, las dos cabezas de playa se unieron el 28 de julio y el campo aéreo de Orote y la bahía de Apra fueron capturados el 30 de julio.

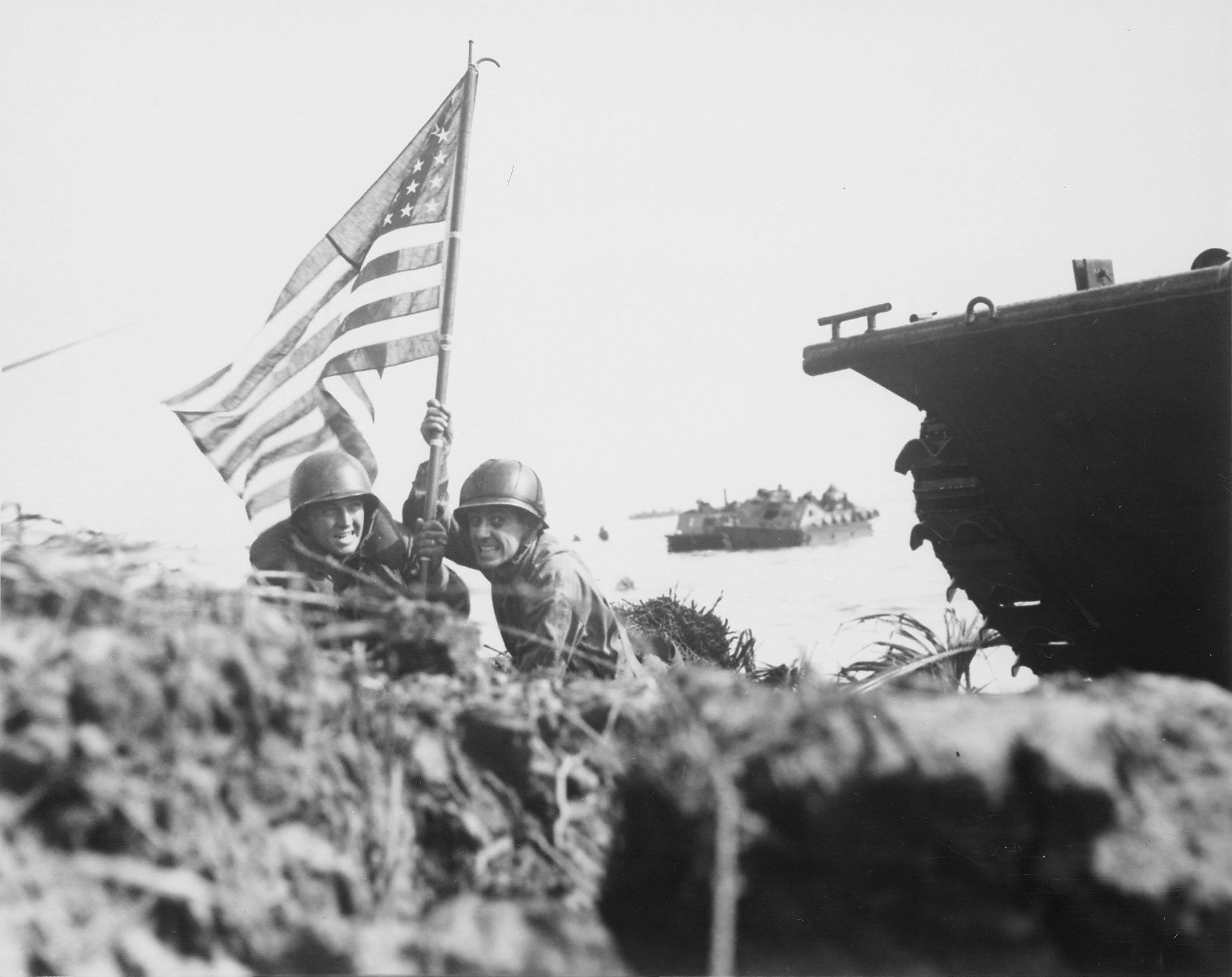
Dos marines de los Estados Unidos plantan su bandera tras el desembarco en la isla.

Los contraataques japoneses alrededor de las cabezas de playa estadounidenses habían agotado a los defensores. A comienzos de agosto se estaban quedando sin comida y municiones, y habían quedado sólo un puñado de tanques. Obata retiró a sus tropas del sur de la isla con la intención de resistir en la parte montañosa del centro de la isla. Pero con el reabastecimiento y refuerzos casi imposibles a causa del control estadounidense del mar y aire alrededor de Guam, no podía esperar nada más que retrasar la inevitable derrota por unos pocos días.
Tras un enfrentamiento en el monte Barrigada que duró del 2 al 4 de agosto, la línea japonesa colapsó y el resto de la batalla fue una persecución hacia el norte. Como en otras batallas de la Guerra del Pacífico, los japoneses rehusaron rendirse y casi todos perecieron.

## Consecuencias
Unos pocos soldados japoneses lograron mantenerse ocultos en la jungla. El 8 de diciembre de 1945, tres infantes de marina estadounidenses fueron emboscados y asesinados. El 24 de enero de 1972, el sargento japonés Shōichi Yokoi fue descubierto en la jungla por unos cazadores. Había vivido solo en una caverna durante 27 años.
Después de la batalla, Guam se convirtió en una base de operaciones para los Aliados. Los seabees construyeron cinco grandes campos aéreos, desde donde los bombarderos B-29 fueron capaces de volar hasta objetivos militares situados en el Pacífico Oeste y en Japón.
Dos marines estadounidenses recibieron la Medalla de Honor por sus acciones durante la batalla, PFC Frank Witek, quien la recibió a título póstumo, y el capitán Louis Wilson, quien posteriormente sería ascendido a general. Guam celebra cada 21 de julio el Día de la liberación (Liberation Day en inglés).